# Tomás Falcón Reyes
Tomás Falcón Reyes (Las Palmas de Gran Canaria, 18 de diciembre de 1940) es un escritor libertario y un activista político anarquista canario. Además fue un dirigente de la Coordinadora de presos en lucha (COPEL) en el antiguo Penal del Puerto de Santa María en las décadas de 1970 y 1980, al igual que otros dirigentes como Daniel Pont en la prisión de Carabanchel, o el preso Joseba Miren Sáinz de la Higuera.[cita requerida]

## Reseña biográfica

### Juventud
Tras estudiar en su juventud el ideario anarquista, principalmente inspirado por la obra de Bakunin, tomó conciencia política durante la Posguerra española. Tuvo desde entonces una vida de activismo y lucha contra el Estado franquista, el sistema capitalista, la división de clases, las religiones o la censura franquista, la pena de muerte, el hambre, las cárceles de exterminios, el colonialismo, el servicio militar obligatorio, la tortura, las celdas de castigo, las dictaduras, el fascismo y la corrupción de Estado.[cita requerida]

### Estancia en prisión
Estas ideas le llevaron a simpatizar con las Juventudes Libertarias. Realizó acciones de resistencia civil: pintadas contra el régimen franquista, reparto de panfletos, etc. Fue capturado y cumplió una pena de doce años en el antiguo Penal del Puerto de Santa María. En prisión, siguió realizando protestas individuales, entre ellas diecinueve huelgas de hambre. También participó y lideró revueltas colectivas en solidaridad con COPEL, siendo uno de sus dirigentes más destacados dentro de este Penal. Su principal reivindicación fue la demanda de una Amnistía General para todos los presos tras la muerte de Francisco Franco. Durante su reclusión convivió con importantes personalidades históricos-políticas de este periodo. Así lo vemos en:

Conviví en el dolor y compartí las mismas celdas de castigo con presos comunistas, republicanos, sindicalistas, anarquistas, nacionalistas (vascos, canarios, catalanes y gallegos), objetores de conciencia, socialistas, campesinos y curas-obreros, intelectuales y obreros, militantes de ETA (m) y (p-m), CC.AA., GRAPO, FRAP, MPAIAC, PCE(r), FAI, PCE(i),GARI, PSUC, COPEL, UMD, etc.

Como consecuencia de sus luchas, sufrió constantes torturas y estuvo dos años y medio sometido al aislamiento de las celdas de castigo. Tras su liberación, retomó su vida cotidiana y siguió con sus actividad literaria, relacionándose con diferentes ambientes literarios. Lo demuestra la elegía que le dedicó el prestigioso poeta andaluz, el popular Curro, publicada en el periódico El Día de Tenerife.
Al escritor canario Tomás Falcón Reyes 

(Elegía) 

¡A ti, compañero Falcón! 

escritor-defensor de la Humanidad Doliente, 

que tanto has luchado por la Justicia y la Libertad. 

Doce años preso... 

por luchar contra la opresión, 

¡escribiendo verdades como puños!, 

en defensa siempre de los perseguidos por sus ideales 

de los presos y oprimidos 

de los marginados 

de los más pobres e indefensos. 

Diecinueve huelgas de hambre... 

por luchar contra las injusticias, 

¡escribiendo verdades como puños! 

en defensa siempre de los Derechos Humanos 

de los apaleados y torturados 

de los silenciados 

de los masacrados y humillados. 

Dos años y medio de celdas de castigo... 

por luchar contra la represión, 

¡escribiendo verdades como puños! 

co defensa siempre de la humanización de las cárceles 

de los aislados y represaliados 

de los incomprendidos 

de los más pisoteados y castigados. 

¡A ti compañero Falcón! 

escritor-defensor de la Humanidad Doliente, 

que tanto has luchado por los demás, olvidándote de ti... 

¡Bendita sea tu tierra canaria! 

Cuna de grandes luchadores, 

de poetas y escritores. 

Curro. Tenerife II. 

### Trayectoria literaria y publicaciones
Estas experiencias son determinantes para comprender gran parte de su producción literaria. Ha dedicado sus esfuerzos literarios a denunciar las injusticias sociales y políticas a través de sus libros. Uno de los grandes temas de su producción es la defensa sin condiciones de la libertad del hombre. "La libertad no es propiedad de nadie, sino un derecho de todos. Mientras no sea así, tenemos motivos para luchar por ella".
Tomás Falcón Reyes ha cultivado diferentes géneros literarios. Se ha interesado tanto por la literatura testimonial y la denuncia social ¡¡Jamás Olvidaré!!, el ensayo filosófico Así Pienso, o la ficción narrativa El precio de la Sinceridad. 
Ha recibido diferentes premios literarios como el Primer Pluma de Oro, en 1974. Además es miembro numerario, con diploma honorífico, de la Asociación Mundial de Escritores. También es Titular Académico del Centro Cultural, Literario y Artístico Agustín García Alonso; miembro del Grupo Cultural La Marcilla. Ha impartido clases de Letra Gótica Alemana y Filosofía en diferentes ocasiones. Entre otras destacadas obras, es autor de los siguientes libros:
- ''El Precio de la Sinceridad (1987, Bilbao)
- ''Jamás Olvidaré (1987, Bilbao)
- ''Así Pienso (1987, Bilbao)
- ''La Verdad al Desnudo (1993, Tenerife)
- ''La Gran Mentira (Premio Pluma de Oro, 1973, Cádiz)
- ''Pseudometafísica (1974, Cádiz)
- ''Gemidos de mi Alma rota (1988, Bilbao)
- ''Un Grito en Silencio (1988, Bilbao)
- ''La gran Rebelión (1992, Madrid)
- ''Sólo pido que se sepa la Verdad (1994, Tenerife)

En sus libros muestra la profundidad de los sentimientos humanos. Sus escritos plasman una realidad asfixiante e injusta. Denuncia los horrores y los abusos de poder de las formas tiránicas y dictatoriales y las injusticias sociales y políticas de este periodo dictatorial. Imprime una estética de sensibilidad hacia el drama de la Humanidad Doliente.